# Арипов, Даврон Рахимович
Даврон Рахимович Арипов (узб. Davron Rahimovich Aripov; род. 12 октября 1974 года, Ташкент, Узбекская ССР) — юрист, депутат Законодательной палаты Олий Мажлиса Республики Узбекистан III и IV созыва. Член Демократической партии Узбекистана «Миллий Тикланиш».

## Биография
Родился 12 октября 1974 года в Ташкентской области Республики Узбекистан. Получил высшее образование, окончив в 2000 году Ташкентский государственный юридический университет.
Несколько позже стал членом комитета по противодействию коррупции и судебно-правовым вопросам Республики Узбекистан, также является членом фракции Демократической партии Узбекистана «Миллий Тикланиш». С 2015 года депутат Законодательной палаты Олий Мажлиса Республики Узбекистан от Бекабадского избирательного округа № 88 Ташкентской области.
В 2020 году избран депутатом Законодательной палаты Олий Мажлиса Республики Узбекистан IV созыва.